# Assemblée des Français de l'étranger
Ne doit pas être confondu avec Députés représentant les Français établis hors de France à l'Assemblée nationale.
Pour les articles homonymes, voir AFE.
Paris
L'Assemblée des Français de l'étranger (abrégée en AFE) est l'une des instances politiques consultatives qui représente les Français établis hors de France, l'autre étant le conseil consulaire.
Créée par la loi no 2004-805 du 9 août 2004, elle succède au Conseil supérieur des Français de l'étranger (en abrégé : CSFE) créé par le décret no 48-1090 du 7 juillet 1948. Les membres de l'Assemblée étaient jusqu'en 2014 en majeure partie élus directement par les Français de l'étranger (155 conseillers, et, depuis 2012, 11 députés), auxquels s'ajoutaient les sénateurs (élus par l'Assemblée) et des « personnalités qualifiées » désignées par le ministre chargé des Affaires étrangères.
La loi du 22 juillet 2013, qui crée des conseillers consulaires auprès des ambassadeurs et consuls généraux — au niveau de chaque circonscription consulaire — modifie en profondeur ce régime. Les conseillers à l'Assemblée des Français de l'étranger, dont le nombre est réduit à 90, sont désormais élus pour six ans au suffrage universel indirect par les 442 conseillers des Français de l'étranger au sein de 15 circonscriptions électorales mondiales.
Le 14 décembre 2021, Hélène Degryse, conseillère indépendante des Français des Pays-Bas, est élue présidente de l'Assemblée des Français de l'étranger.

## Histoire

### Les premières représentations des Français hors de France
La question de la citoyenneté française à l'étranger s'est posée très tôt dans l'histoire de la France. Elle a même contribué à définir la notion de nationalité. En effet, sous l'Ancien Régime, les Français désirant vivre à l'étranger perdent la qualité de sujet du roi de France et surtout la faculté d'hériter. Leurs biens sur le territoire du roi sont frappés du droit d'aubaine, au même titre que les étrangers résidant en France. Car le droit de la nationalité, encore flou, est marqué par le jus soli : c'est la résidence qui détermine la nationalité ; le fait de quitter le territoire est alors assimilé à un refus de faire allégeance au roi. Cependant, dès l'arrêt Mabile pris par le parlement de Paris de 1576, il fut établi que les Français ou descendants de Français vivant ou nés sous une sujétion étrangère, conservaient la naturalité française, se soustrayant ainsi en France au statut d'aubain. Ainsi se distinguait sur le plan des principes juridiques, jusqu'en 1804 l'état de sujet puis citoyen et celle de naturel français. À partir de la promulgation du Code civil en 1804, la "qualité de français", héritière de la naturalité et bientôt renommée nationalité, se perd automatiquement lorsqu'on acquiert la qualité de sujet étranger [art. 17].
Colbert, grand artisan de l'expansion coloniale de la France, institue en 1669 les députés de la nation, dans les pays d'Orient, en particulier en Inde et en Égypte. Ceux-ci sont élus chaque année par et parmi les membres de la colonie afin d'assister le consul et exprimer les doléances auprès du pouvoir.
En 1787 sont créées des assemblées coloniales, sur le modèle des assemblées provinciales et inspirées par les assemblées coloniales de l'Empire britannique. Elles sont composées de fonctionnaires et de députés élus par et parmi les colons, avec des compétences essentiellement fiscales ou d'aménagement du territoire, et désignent chacune un délégué à l'assemblée des États à Paris.
La convocation des états généraux, en date du 8 août 1788, ne prévoit aucune représentation des colonies. Après une bataille juridique, des représentants de Saint-Domingue sont admis à participer aux états généraux ; mais, bien que tous issus de la noblesse, ils sont rejetés par leurs pairs de métropole et siègent alors avec le Tiers état. La délégation est d'ailleurs présente lors du serment du Jeu de paume. Durant la session de l'Assemblée constituante, les six députés de Saint-Domingue siègent au côté de deux représentants de la Martinique et deux de la Guadeloupe. Toutes les colonies, sauf la Guyane, sont ensuite représentées à l'Assemblée nationale par 17 sièges,. La Constitution de 1791, qui évoque « des députés qui pourraient être accordés aux colonies », écarte les « colonies et possessions françaises » de son champ d'application dans son tout dernier article ; de ce fait, aucun siège ne leur est attribué.
Jusqu'à la fin du Premier Empire, l'idée que les colonies font partie du territoire français se renforce mais celles-ci ne sont plus représentées au parlement. La monarchie de Juillet, par la loi du 24 avril 1833, introduit un nouveau statut pour les quatre colonies de la Martinique, de la Guadeloupe, de l'île Bourbon et de la Guyane et les dote d'un conseil colonial composé de membres élus par suffrage censitaire. Un Conseil des délégués des colonies, issu de ces conseils coloniaux, est composé de sept membres, puis onze à partir de 1840, qui se réunissent au ministère de la Marine : deux représentants de la Guadeloupe, deux de la Martinique, deux de Bourbon, un de Guyane, deux des établissements français de l'Inde et deux du Sénégal ; Saint-Pierre-et-Miquelon et l'Algérie restent administrés directement par le pouvoir royal qui agit par voie d'ordonnance.
Si la Deuxième République, qui abolit l'esclavage en 1848, supprime les conseils coloniaux au motif qu'ils ne sont pas représentatifs, elle rétablit en théorie la représentation des colonies à l'Assemblée nationale. L'Algérie et les colonies sont déclarées territoires français par l'article 109 de la Constitution du 4 novembre 1848 mais aucun décret d'application ne permet de mettre en place une représentation parlementaire ; un décret organique du 2 février 1852 stipule au contraire que l'Algérie et les colonies ne sont pas représentées directement et qu'il est nécessaire d'être inscrit dans une commune de métropole pour pouvoir y voter. Le sénatus-consulte du 3 mai 1854 représente une première mesure d'assimilation, avec la création de conseils généraux dans les trois colonies de Guadeloupe, Martinique et La Réunion. Alors que l'expansion coloniale s'affirme en Afrique noire et dans le Pacifique, les colons français établis en Algérie confirment leur souhait de posséder des droits politiques équivalents à ceux de leurs compatriotes de métropole. Napoléon III remplace, le 21 novembre 1858, le Comité consultatif de l'Algérie créé le 2 avril 1850 et le Conseil consultatif des colonies du 24 juillet 1854 par un Conseil supérieur de l'Algérie et des colonies qui devient deux ans plus tard Conseil supérieur de gouvernement. Même si son rôle n'est que « consultatif » et s'il ne peut prendre « l'initiative d'aucune délibération », il représente une première approche formelle d'une représentation des Français établis hors de métropole.
Dans cette première partie du XIXe siècle, seuls les Français établis dans les colonies bénéficient graduellement d'un droit de consultation indirect, au travers de conseils élus ou désignés, et le rôle de ceux qui résident en Algérie, qui revendiquent des droits comparables à ceux de métropole, est déterminant. Mais c'est la Troisième République qui instaure une représentation directe au parlement français.

### Troisième République
La loi du 24 février 1875 relative à l'organisation du Sénat attribue, sur les trois cents qui doivent composer cette assemblée, un siège à chacun des territoires suivants : « Le territoire de Belfort, les trois départements de l'Algérie, les quatre colonies de la Martinique, de la Guadeloupe, de la Réunion et des Indes françaises »,. Ces dispositions sont confirmées par la loi du 9 décembre 1884.
Le 19 octobre 1883, le président Jules Grévy, sur proposition du vice-amiral Alexandre Peyron, ministre de la Marine et des Colonies, instaure par décret le Conseil supérieur des colonies, simple assemblée consultative métropolitaine composée de « personnalités élues ou choisies pour leur expérience des problèmes intéressant les possessions lointaines du domaine colonial français », des sénateurs et députés des colonies et de délégués élus pour trois ans par les résidents, depuis six mois au moins, des territoires suivants : d'abord limités aux colonies de Saint-Pierre-et-Miquelon, de Mayotte–Nossi-Bé, de la Nouvelle-Calédonie et de Tahiti, ils sont étendus aux autres possessions françaises par le décret du 29 mai 1890,. Considéré comme un « organisme démesuré, lent à se mouvoir », le Conseil supérieur des colonies pâtit de l'accroissement à 145 du nombre de ses membres et continue d'être peu sollicité par les autorités centrales. Le projet de réforme esquissé en 1909 est abandonné en raison de la guerre. Tombé en léthargie, il est réorganisé par Albert Sarraut, ministre des Colonies, par décret du 28 septembre 1920 qui le divise en trois corps consultatifs : le Haut conseil est formé des anciens ministres des colonies, des anciens gouverneurs généraux et parfois de représentants des ministères de la Marine, de la Guerre et des Affaires étrangères ; le Conseil économique rassemble les sénateurs et députés des colonies et les délégués élus dans les colonies ainsi que des membres désignés par le gouvernement en raison de leur expérience des affaires et des données économiques; enfin, le Conseil de législation est constitué de magistrats et fonctionnaires qualifiés par leur expérience administrative et juridique,,. La France prend alors conscience des ressources, tant humaines que matérielles, que peuvent apporter les colonies.
La loi du 29 juillet 1913 instaurant le secret et la liberté du vote pour la première fois permet l'inscription sur les listes électorales communales des Français dont le domicile n'est pas en France,. Ceux-ci doivent être immatriculés au consulat et prouver un certain attachement avec la commune de métropole, notamment en matière fiscale ou au regard de l'accomplissement des obligations militaires. Cette disposition est l'ancêtre de l'actuel article 12 du code électoral qui définit les conditions d'inscription des non-résidents sur la liste électorale d'une commune française. Cependant, cette loi ne permet pas un droit de vote effectif à l'étranger, la majorité des électeurs n'ayant pas la possibilité matérielle de se rendre dans leur commune d'origine le jour du scrutin.
Le paradoxe des Français de l'étranger ne s'atténue pas au sortir de la Première Guerre mondiale. En effet, alors qu'ils sont sollicités par l'appel de la Nation, leurs enfants ne peuvent pas être pupilles de la Nation s'ils tombent au champ d'honneur ; de même, pour les dommages de guerre, ces Français sont écartés de la loi du 17 avril 1919, y compris les sinistrés demeurant en Belgique, particulièrement touchés.

### Quatrième République
La présence des Français établis hors de France « sur les champs de bataille » leur avait permis d’obtenir deux représentants parmi les membres de l’Assemblée constituante de 1946. Cette participation aux travaux préparatoires a naturellement conduit à instaurer une représentation des Français établis hors de France au Parlement français, après l’adoption d’un amendement défendu par monsieur Augarde.
Par une résolution du 13 décembre 1946 de l’Assemblée nationale, trois sièges de sénateurs doivent être confiés à des personnalités aux fins de représenter les Français résidant en Europe, en Amérique et en Asie-Océanie.
Le Conseil supérieur des Français de l’étranger (CSFE) est institué par le président du Conseil Robert Schuman et son ministre des Affaires étrangères, Georges Bidault, par le décret du 7 juillet 1948. Le Conseil supérieur des Français de l’étranger (CSFE) a été créé « pour fournir des avis sur les questions et projets intéressant les Français domiciliés à l’étranger ou l’expansion française ». La mission de cet organisme consultatif n’est pas la représentation des Français établis hors de France, mais d’apporter au ministre une expertise sur la France à l’étranger. Le conseil a compétence uniquement sur les sujets « soumis à son examen par le ministre ». Dès lors, il a été institué de façon cohérente avec ce postulat, qu’il s’agisse de sa composition, de ses compétences ou des modalités de son fonctionnement.
Le conseil est ainsi composé :
- 45 membres élus par les « organismes français à l’étranger » selon des modalités particulières de suffrage indirect établies par l'arrêté du 10 décembre 1949 complétant le décret du même jour[29] selon lequel le collège d'électeurs est constitué de délégués choisis par les associations immatriculées et dont une majorité de ses membres est française[28] ;
- le président et le directeur de l’Union des Français de l'étranger, le président de l’Union des chambres de commerce françaises à l’étranger, celui de la Fédération des professeurs français à l’étranger, celui de la Fédération des anciens combattants français vivant hors de France ;
- les sénateurs représentant les Français établis hors de France ;
- des personnalités qualifiées en raison de leur compétence particulière et désignées par le ministre.

L'arrêté définit aussi les circonscriptions au sein desquelles se déroule le scrutin en 1950 qui désigne les 38 premiers membres.
À l’origine, le Conseil doit être réuni en plénière au moins une fois par an. Rapidement, seul le Bureau permanent, organe délibérant, est convoqué deux fois par an. Ce n'est donc qu’un organisme consultatif, encadré par un régime juridique marqué par une grande instabilité.
De sa constitution en 1948, jusqu’à sa réforme en 1982 – soit 34 ans –, les élections au suffrage indirect des représentants de ces « organismes français à l’étranger » ont été modifiées par quinze décrets et vingt et un arrêtés. La carte électorale a été modifiée seize fois, soit en moyenne une fois tous les deux ans, alors que le mandat était de quatre ans. Sur huit renouvellements du conseil, les mandats des membres du CSFE ont été prorogés sept fois.

### De 1982 à 2014
L’Assemblée des Français de l’étranger était composée de :
- 155 conseillers élus pour 6 ans au suffrage universel direct par les Français inscrits sur les listes électorales consulaires ; l'assemblée est renouvelable par moitié tous les trois ans.
- 12 sénateurs élus par les conseillers
- 11 députés élus au suffrage universel (les députés représentant les français de l'étranger n'existent que depuis 2012)
- 12 personnalités qualifiées désignées par le ministre des Affaires étrangères pour 6 ans de par leurs compétences spécifiques dans des domaines touchant de près les Français de l'étranger.

Son président était le ministre des Affaires étrangères en poste.

### Depuis 2014
Depuis la loi du 22 juillet 2013, l'Assemblée des Français de l’Étranger est composée de 90 conseillers des Français de l'étranger élus par leurs pairs pour 6 ans dans 15 circonscriptions couvrant le monde entier. Ses président, vice-présidents et membres du bureau sont élus par et parmi ses membres. L’assemblée est l’interlocuteur du gouvernement sur la situation des Français établis hors de France et les politiques conduites à leur égard.

## Rôle actuel
L'Assemblée des Français de l'étranger, remplaçant en 2004 le Conseil supérieur des Français de l'étranger, est chargée de défendre les intérêts des 2 100 000 Français établis hors de France. Ses membres sont chargés de relayer les voix de leurs administrés auprès des organes administratifs et politiques français (Assemblée nationale, Sénat, gouvernement). L'Assemblée a une mission de conseil auprès du gouvernement français et est donc consultative.
Elle peut également émettre des avis de son propre chef. L’Assemblée adopte les avis, études, résolutions et motions prévues par les articles 10 à 12 de la loi du 22 juillet 2013 et l'article 29 de son règlement intérieur.
Les conseillers des Français de l'étranger siégeant à l'AFE tiennent aussi le rôle d'élus locaux pour les Français dépendant de leur circonscription. Ils sont le relais des citoyens auprès des représentants de l'État à l'étranger (postes diplomatiques ou consulaires). Ils peuvent présenter un candidat à l'élection présidentielle.

## Composition
L'Assemblée des Français de l'étranger est composée de 90 Conseillers à l'Assemblée des Français de l'étranger élus pour 6 ans au suffrage universel indirect par et parmi les 442 conseillers des Français de l'étranger.
Les conseillers à l'AFE travaillent au sein de commissions thématiques, sur le modèle des commissions des assemblées parlementaires :
- Commission des Finances, du Budget et de la Fiscalité
- Commission du Commerce extérieur, du Développement durable, de l’Emploi et de la Formation
- Commission de l’Enseignement, des Affaires culturelles, de l’Audiovisuel extérieur, de la Francophonie
- Commission des Lois, règlements et des Affaires consulaires
- Commission de la Sécurité et de la Protection des personnes et des biens
- Commission des Affaires sociales et des Anciens combattants

## Élections
Les conseillers à l'Assemblée des Français de l'étranger sont élus pour 6 ans au suffrage universel indirect par les 442 conseillers des Français de l'étranger.
Jusqu'en 2014 les élections avaient lieu tous les 3 ans, alternativement dans chaque moitié du monde : le 18 juin 2006 pour la zone Europe-Levant-Asie (B) et le 7 juin 2009 pour la zone Amériques-Afrique (A). Néanmoins, en raison d'un calendrier électoral chargé en 2012, les élections des conseillers des Français de l'étranger furent reportées à juin 2013, pour les pays de la série B et à juin 2016 pour ceux de la série A.
La loi du 22 juillet 2013, annula les élections prévues en 2013 et 2016 et reforma en profondeur la représentation des Français établis hors de France. De nouvelles élections eurent lieu en mai 2014.
Les élections des conseillers des Français de l'étranger se font soit à la représentation proportionnelle soit au scrutin majoritaire. Voir conseil consulaire pour plus de détails.

## Circonscriptions électorales
Depuis la loi du 22 juillet 2013, les 15 circonscriptions électorales pour les 90 sièges à pourvoir sont fixées ainsi :
| Pays | Chef-lieu                                    | Sièges |
| --- | -------------------------------------------- | ------ |
| Canada | Canada                                       | 4      |
| Canada | Montréal                                     | 4      |
| États-Unis | États-Unis                                   | 7      |
| États-Unis | New York                                     | 7      |
| Amérique latine et Caraïbes | Amérique latine et Caraïbes                  | 7      |
| Antigua-et-Barbuda Argentine Bahamas Barbade Belize Bolivie Brésil Chili Colombie Costa Rica Cuba République dominicaine Dominique Équateur Grenade Guatemala Guyana Haïti Honduras Jamaïque Mexique Nicaragua Panama Paraguay Pérou Saint-Christophe-et-Niévès Sainte-Lucie Saint-Vincent-et-les-Grenadines Salvador Suriname Trinité-et-Tobago Uruguay Venezuela                | São Paulo                                    | 7      |
| Europe du Nord | Europe du Nord                               | 8      |
| Danemark Estonie Finlande Irlande Islande Lettonie Lituanie Norvège Royaume-Uni Suède | Londres                                      | 8      |
| Benelux | Benelux                                      | 6      |
| Belgique Luxembourg Pays-Bas | Bruxelles                                    | 6      |
| Allemagne-Autriche-Slovaquie-Slovénie-Suisse | Allemagne-Autriche-Slovaquie-Slovénie-Suisse | 11     |
| Allemagne Autriche Slovaquie Slovénie Suisse | Genève                                       | 11     |
| Europe centrale et orientale | Europe centrale et orientale                 | 3      |
| Albanie Arménie Biélorussie Bosnie-Herzégovine Bulgarie Croatie Géorgie Hongrie Kosovo Macédoine Moldavie Monténégro Pologne Roumanie Russie Serbie République tchèque Ukraine | Varsovie                                     | 3      |
| Europe du Sud | Europe du Sud                                | 5      |
| Chypre Italie Grèce Malte Monaco Turquie Vatican | Rome                                         | 5      |
| Péninsule ibérique | Péninsule ibérique                           | 6      |
| Andorre Espagne Portugal | Madrid                                       | 6      |
| Afrique du Nord | Afrique du Nord                              | 7      |
| Algérie Égypte Libye Maroc Tunisie | Casablanca                                   | 7      |
| Afrique occidentale | Afrique occidentale                          | 4      |
| Bénin Burkina Faso Cap-Vert Côte d'Ivoire Gambie Ghana Guinée Guinée-Bissau Liberia Mali Mauritanie Niger Sénégal Sierra Leone Togo | Dakar                                        | 4      |
| Afrique centrale, australe et orientale | Afrique centrale, australe et orientale      | 5      |
| Afrique du Sud Angola Botswana Burundi Cameroun République centrafricaine Comores République du Congo République démocratique du Congo Djibouti Érythrée Éthiopie Gabon Guinée équatoriale Kenya Lesotho Madagascar Malawi Maurice Mozambique Namibie Nigeria Ouganda Rwanda Sao Tomé-et-Principe Seychelles Somalie Soudan Soudan du Sud Eswatini Tanzanie Tchad Zambie Zimbabwe | Libreville                                   | 5      |
| Asie centrale et Moyen-Orient | Asie centrale et Moyen-Orient                | 4      |
| Afghanistan Arabie saoudite Azerbaïdjan Bahreïn Émirats arabes unis Irak Iran Jordanie Kazakhstan Kirghizistan Koweït Liban Oman Ouzbékistan Qatar Pakistan Syrie Tadjikistan Turkménistan Yémen | Dubaï                                        | 4      |
| Israël et Territoires palestiniens | Israël et Territoires palestiniens           | 4      |
| Israël Palestine | Tel Aviv                                     | 4      |
| Asie-Océanie | Asie-Océanie                                 | 9      |
| Australie Bangladesh Birmanie Brunei Cambodge Chine Corée du Sud Corée du Nord Fidji Inde Indonésie Japon Kiribati Laos Malaisie Maldives Îles Marshall États fédérés de Micronésie Mongolie Nauru Népal Nouvelle-Zélande Palaos Papouasie-Nouvelle-Guinée Philippines Îles Salomon Samoa Singapour Sri Lanka Taïwan Tonga Thaïlande Timor oriental Tuvalu Vanuatu Vietnam        | Hong Kong                                    | 9      |

Dans les circonscriptions avec un ou deux sièges à pourvoir, l'élection se fait selon le mode majoritaire, tandis que dans celles devant pourvoir au moins 3 sièges, elle se fait selon la représentation proportionnelle.